# 陳嘉壎事件
陳嘉壎事件，或稱二膽島逃兵事件，是一起發生在金門縣二膽島的中華民國陸軍上等兵失聯事件。2023年3月9日，陸軍金門防衛指揮部烈嶼守備大隊二膽守備隊上等兵陳嘉壎失聯，後知其被中国大陆海警救起帶回廈門市安置。3月17日，福建金門地方檢察署發布通緝。
|  |

## 背景

### 二膽島

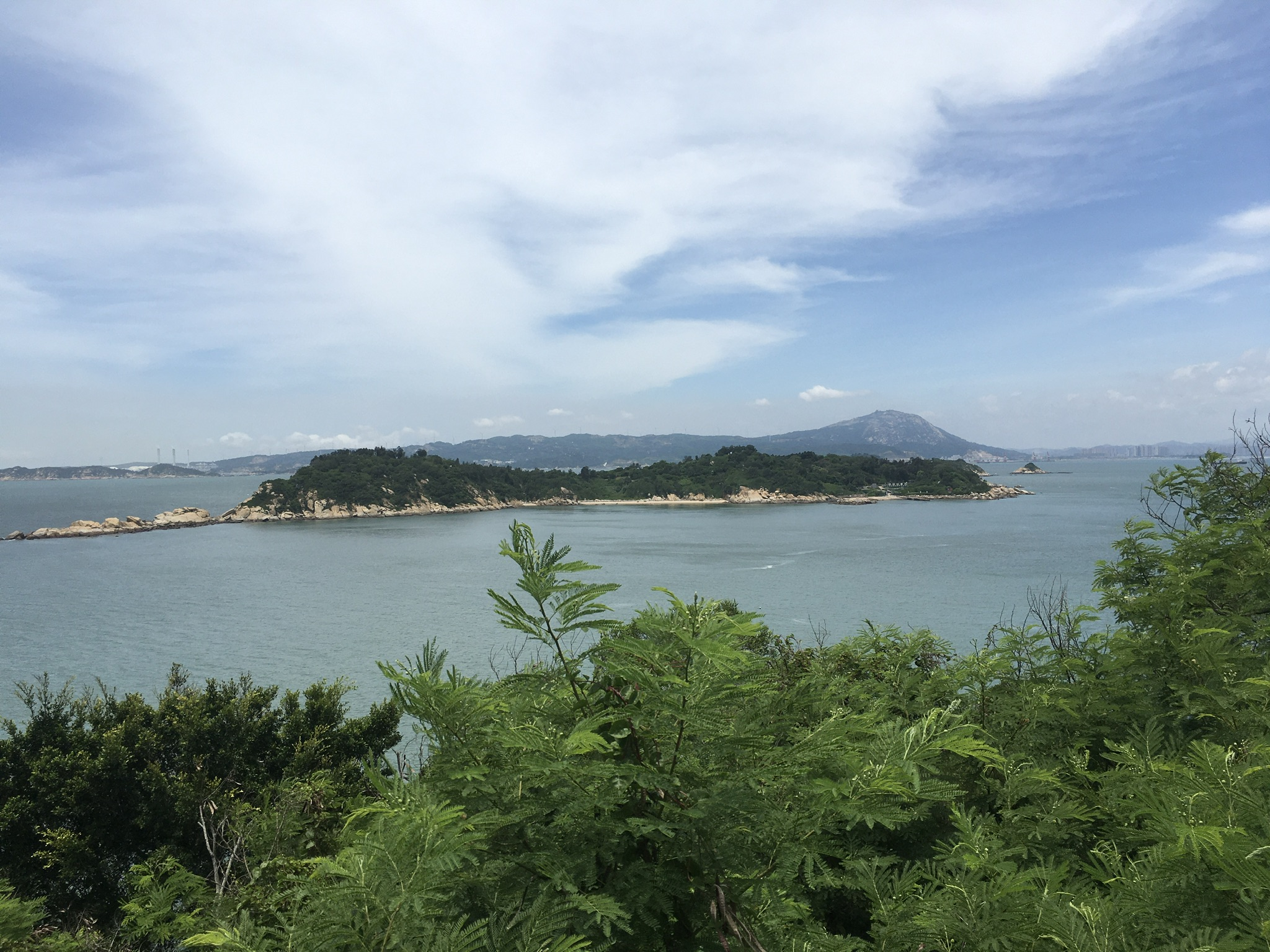
從大膽島望向的二膽島，島上有數十名駐軍

二膽島隸屬於中華民國福建省金門縣烈嶼鄉，為中華民國福建省外海島嶼，位於烈嶼島之西南方，與相距約800公尺的大膽島有「前線中的前線、離島中的離島」之稱，距廈門約七浬，島上擁有一個守備隊級的駐軍。

### 泳漂越境及處理
二膽島在2023年3月9日07:28開始大退潮，且退潮的方向剛好是經由大膽島往廈門方向，根據估算，只要是走到二膽與大膽之間的海灘，即可順著退潮的方式，就算不用游泳都可被潮水帶往廈門方向。
金門地區軍營對漂浮物嚴格管制。
外島上一次發生有駐軍游到對岸的情事，可以追溯到27年前的1996年。這段期間，對岸藉由泳漂方式到外島，至少就有20幾起。過去是透過民間紅十字會派船，把對岸游到外島的人送回去。近年則是由海巡派船把人送到中線，讓對岸把人接回去。

### 陳嘉壎
陳嘉壎持有中華民國勞動部乙級廚師證照，在部隊是食勤作業人員（伙房兵），服志願役，預定2024年退伍。陳嘉壎失聯前，曾向鄰兵說「作夢夢見今天人在廈門」。
陳父表示，陳嘉壎於營外有財務借貸約新臺幣30萬餘元，均按月還款。但陳嘉壎的友人稱，陳嘉壎積欠地下錢莊新臺幣100~200萬元債務；陳嘉壎的前女友稱，陳嘉壎有貸款買重機、手遊課重金的財務管理問題。

## 經過

### 事發處置
3月9日06:50，值星官謝上士至餐廳未發現陳嘉壎，隨即回報隊長；並於07:20時編組全隊搜尋未果，復於08:00時集合全隊清查仍未尋獲，即逐級向上回報應處，並通知家屬。陳父於9日16:20時抵達二膽島，守備大隊於10日發布陳兵離營通報，金門憲兵隊於11日依法定程序實施調查。
陸軍金門防衛指揮部就軍械、彈藥、救生衣、通信資訊等裝備實施清查，均無短缺情事。
3月9日上午，海洋委員會海巡署金馬澎分署第十二（金門）巡防區接獲陸軍金門防衛指揮部通報，派遣第九（金門）海巡隊線上巡防艇前往二膽島附近海域，依搜救優選系統規劃搜索區實施搜尋，並加強周邊無人島、淺礁區搜索，金馬澎分署第九岸巡隊則針對轄區內灘岸加強搜索。海巡署同步透過兩岸協同執法及搜救管道，聯繫陸方協助搜尋（救），並請漁業廣播電台廣播附近往來船舶協尋。截至3月13日08時止，總計動員28艇次、149車次、434人次投入搜尋（救）。
大陸委員會於3月10日獲知陳姓上兵人在中國大陸，於3月12日函請海峽交流基金會透過兩會管道，發函陸方協助確認陳嘉壎已被中國大陸海警尋獲救起之媒體報導；另請協尋並將人員平安送返。3月13日，大陸委員會證實陳嘉壎人在大陸地區，海巡署搜救勤務停止。

### 情報訊息
2023年3月9日，陳嘉壎在07:30被拍到穿著救生衣的最後身影，之後僅攜帶手機與錢包離開二膽島，漂到三膽島和廈門之間的海峽中線，在海上體力不支，自行利用攜帶的電話求援，在09:30左右被大陸海警派艦艇救起帶回廈門，被安置在海警的安置所。
陳嘉壎向陸方表達不想回台灣；經邊防總隊、公安局、國安部三個單位的詢問後，陸方認為陳沒有任何政治動機。陸方因事敏感上報北京處理，後同意讓家屬赴廈門探視。

## 處理

### 司法
3月14日，陳嘉壎離營滿6天，陸軍金門防衛指揮部依「現役軍人逃亡通緝暨死亡相驗案件處理流程」移送金門憲兵隊偵辦。同日，金門憲兵隊將調查結果移交福建金門地方檢察署。
3月17日，金門地檢署以陳嘉壎涉嫌違反「陸海空軍刑法」第39與40條「意圖長期脫離職役」與「逾假六日未歸」等罪名正式發布通緝令，時效為20年。金門地檢署已排除感情和管教不當或自殺因素，多項事證顯示陳嘉壎離營與財務問題有關。
3月18日，法務部調查局前往陳家搜索，強調此案件由金門憲兵隊主偵，並報請金門地檢署檢察官指揮帶隊，由福建調查處配合到戶籍地搜索。
3月21日，金門地檢署致函法務部國際及兩岸事務司，請求根據「海峽兩岸共同打擊犯罪及司法互助協議」和「海峽兩岸緝捕遣返刑事犯或刑事嫌疑犯作業要點」，向陸方提出協助遣返陳嘉壎。

### 國防
3月14日，中華民國國防部擬強化離島官兵考核，針對財務、感情、身心等加強鑑濾，發掘違常情事即調離。
3月15日，時任中華民國國防部部長邱國正在立法院外交及國防委員會回應二膽島軍情外洩的疑慮，稱當地國軍部隊不需全面移防，「那個時代已經過去了」。
3月27日，國防部軍政副部長柏鴻輝表示，國防部一直據實以告，認知作戰並沒有成功，已向國軍各部隊加強宣導，擅離職守或敵前逃亡完全不被允許，他也強調，若是戰時敵前逃亡是死刑。

## 影響
中華民國陸軍退役少將北辰表示，國防部要負全部責任，伙房兵對二膽的防務比一般兵清楚，「哪個據點多少人吃飯、哪個據點多少人休假、哪個據點在什麼位置做了什麼調整，他必須要知道，不然他怎麼送飯。」且士官兵於服役期間擅離職守，往東邊跑叫逃兵，往西邊跑叫叛逃。
前中華民國空軍副司令張延廷表示救生衣顏色很鮮豔，質疑陳嘉壎下海時崗哨沒有發現，認為此事背後有蹊蹺。
《全球防衛雜誌》採訪主任陳國銘指出，無論陳嘉壎離營動機為何，二膽守備隊班長、排長、中校隊長的軍旅仕途，和烈嶼守備大隊上校大隊長的軍旅仕途，預計都會受影響，金門防衛指揮部指揮官可能因管理疏失而連坐遭受懲處，大膽、二膽的指揮官調到臺灣本島、不讓再碰主官職，是可能的處罰方式。
前民主進步黨立法委員郭正亮表示，這起事件將會讓國際社會聯想到國軍的「軍隊管理的問題」或「忠誠度的問題」，對國軍很傷。
《美麗島電子報》董事長吳子嘉表示，這起事件就是認知作戰，「用小成本把台灣弄得亂七八糟」，「抗中保不了台」。

### 引用
1. ↑  彭淇昀. . 三立新聞網 (台北). 2023-03-15  [2023-03-15]. （原始内容存档于2023-03-18） （中文（繁體））.
2. ↑  林依榕. . 今周刊 (台北). 2023-03-14  [2023-03-14]. （原始内容存档于2023-03-23） （中文（繁體））.
3. ↑  陳怡潔. . 三立新聞網. 2023-03-15  [2023-03-16]. （原始内容存档于2023-03-15） （中文（繁體））.
4. 1 2  戴志揚. . 中時新聞網. 2023-03-14  [2023-03-15]. （原始内容存档于2023-03-16） （中文（繁體））.
5. 1 2  蔡家蓁. . 聯合新聞網. 2023-03-17  [2023-03-17]. （原始内容存档于2023-03-22） （中文（繁體））.
6. ↑  . 台北: 臺灣史博物館. 2018年2月: 154,158. ISBN 978-986-05-5274-4.
7. ↑  .  . 维基文库 （中文）. 懸嶼有大擔門、小擔門
8. ↑  . 基隆市中正區公所. 2017年6月23日  [2019年6月12日] （中文（臺灣））. 服務轄區包括：金城鎮、金湖鎮、金沙鎮、金寧鄉、烈嶼鄉、烏坵鄉等六個鄉鎮，以及金門本島（大金門）、烈嶼（小金門）、大膽、二膽、獅嶼、猛虎嶼、草嶼、後嶼、東碇島、復興嶼等12個大小島嶼，{...}
9. ↑  . Taiwan Today. 1958年9月1日  [2019年8月6日]. （原始内容存档于2020年9月14日） （英语）. Geographically Quemoy is a small archipelago of six islands, located two to six miles off the coast of Fukien Province on the southeast coast of China. The Nationalists or Free China control four of the islands: Big Quemoy, Little Quemoy, Ta Tan and Erhtan. The Communist Chinese have Chiao Yu and Hsiao Tan.
10. 1 2 3  王烱華. . 菱傳媒. 2023-03-10  [2023-03-11] （中文（繁體））.
11. ↑  川. . 中國時報. 2023-03-11  [2023-03-12] （中文（繁體））.
12. ↑  劉榮. . 鏡周刊. 2023-03-16  [2023-03-17]. （原始内容存档于2023-03-16） （中文（繁體））.
13. 1 2 3  劉榮. . 鏡周刊. 2023-03-16  [2023-03-16]. （原始内容存档于2023-03-16） （中文（繁體））.
14. 1 2 3 4 5   (PDF). 陸軍司令部. 2023-03-15  [2023-03-15]. （原始内容存档 (PDF)于2023-03-15） （中文（繁體））.
15. ↑  消債之前置協商認可事件, 臺灣臺北地方法院 112年度司消債核字第134號民事裁定  (臺灣臺北地方法院 2023-02-01). “債權人與債務人間於民國111年12月20日協商成立之債務清償方案，予以認可。”
16. ↑  方柳絮. . 壹蘋新聞網. 2023-03-15  [2023-03-15] （中文（繁體））.
17. ↑  黃慧敏. . 中央通訊社. 2023-03-21  [2023-03-21] （中文（繁體））.
18. ↑  劉榮. . 鏡周刊. 2023-03-17  [2023-03-17]. （原始内容存档于2023-03-17） （中文（繁體））.
19. 1 2   (PDF). 海洋委員會海巡署. 2023-03-15  [2023-03-15]. （原始内容存档 (PDF)于2023-03-15） （中文（繁體））.
20. ↑   (PDF). 大陸委員會. 2023-03-15  [2023-03-15]. （原始内容存档 (PDF)于2023-03-15） （中文（繁體））.
21. 1 2  戴志揚. . 中時新聞網. 2023-03-14  [2023-03-14]. （原始内容存档于2023-03-16） （中文（繁體））.
22. ↑  蘇柏銓. . 壹蘋新聞網. 2023-03-11  [2023-03-11]. （原始内容存档于2023-03-17） （中文（繁體））.
23. ↑  謝文哲. . 鏡周刊. 2023-03-16  [2023-03-16]. （原始内容存档于2023-03-16） （中文（繁體））.
24. ↑  蔡家蓁. . 聯合新聞網 (台北). 2023-03-14  [2023-03-14]. （原始内容存档于2023-03-18） （中文（繁體））.
25. 1 2  . 菱傳媒. 2023-03-15  [2023-03-15] （中文（繁體））.
26. ↑  川; 戴志揚. . 中時新聞網. 2023-03-18  [2023-03-19] （中文（繁體））.
27. 1 2 3  . 《菱傳媒》RWNews. 2023-03-15  [2023-03-15] （中文（繁體））.
28. ↑  黃雅詩. . 中央通訊社. 2023-03-13  [2023-03-13]. （原始内容存档于2023-05-08） （中文（繁體））.
29. ↑  黃慧敏. . 中央通訊社. 2023-03-17  [2023-03-17]. （原始内容存档于2023-03-29） （中文（繁體））.
30. ↑  廖子盼; 曹佼人. . TVBS新聞網. 2023-03-23  [2023-03-23]. （原始内容存档于2023-03-25） （中文（繁體））.
31. ↑  黃慧敏. . 中央通訊社. 2023-03-21  [2023-03-21]. （原始内容存档于2023-03-22） （中文（繁體））.
32. ↑  謝幸恩. . 中央通訊社. 2023-04-07  [2023-04-07]. （原始内容存档于2023-06-12） （中文（繁體））.
33. ↑  王承中. . 中央通訊社. 2023-03-14  [2023-03-15]. （原始内容存档于2023-03-22） （中文（繁體））.
34. ↑  張柏仲. . 中廣新聞網. 2023-03-15  [2023-03-16]. （原始内容存档于2023-03-16） （中文（繁體））.
35. ↑  林恩如. . TVBS新聞網. 2023-03-27  [2023-03-28]. （原始内容存档于2023-04-12） （中文（繁體））.
36. ↑  川. . 中時新聞網. 2023-03-14  [2023-03-20] （中文（繁體））.
37. ↑  許智超. . 三立新聞網. 2023-03-18  [2023-03-18] （中文（繁體））.
38. ↑  劉亭廷. . TVBS新聞網. 2023-03-12  [2023-03-12]. （原始内容存档于2023-03-16） （中文（繁體））.
39. ↑  王柏文. . 中時新聞網. 2023-03-15  [2023-03-20]. （原始内容存档于2023-03-16） （中文（繁體））.
40. ↑  王柏文. . 中時新聞網. 2023-03-17  [2023-03-20]. （原始内容存档于2023-03-31） （中文（繁體））.

### 文獻
- . 立法院議事暨公報資訊網. 2023-03-15. （原始内容存档于2023-03-15）.
- . 國防部法律事務司. 國防法規資料庫. 2014-08-08.